# Calythea bidentata
Calythea bidentata är en tvåvingeart som först beskrevs av Malloch 1913.  Calythea bidentata ingår i släktet Calythea och familjen blomsterflugor. Inga underarter finns listade i Catalogue of Life.